# Peixinho dourado meteoro

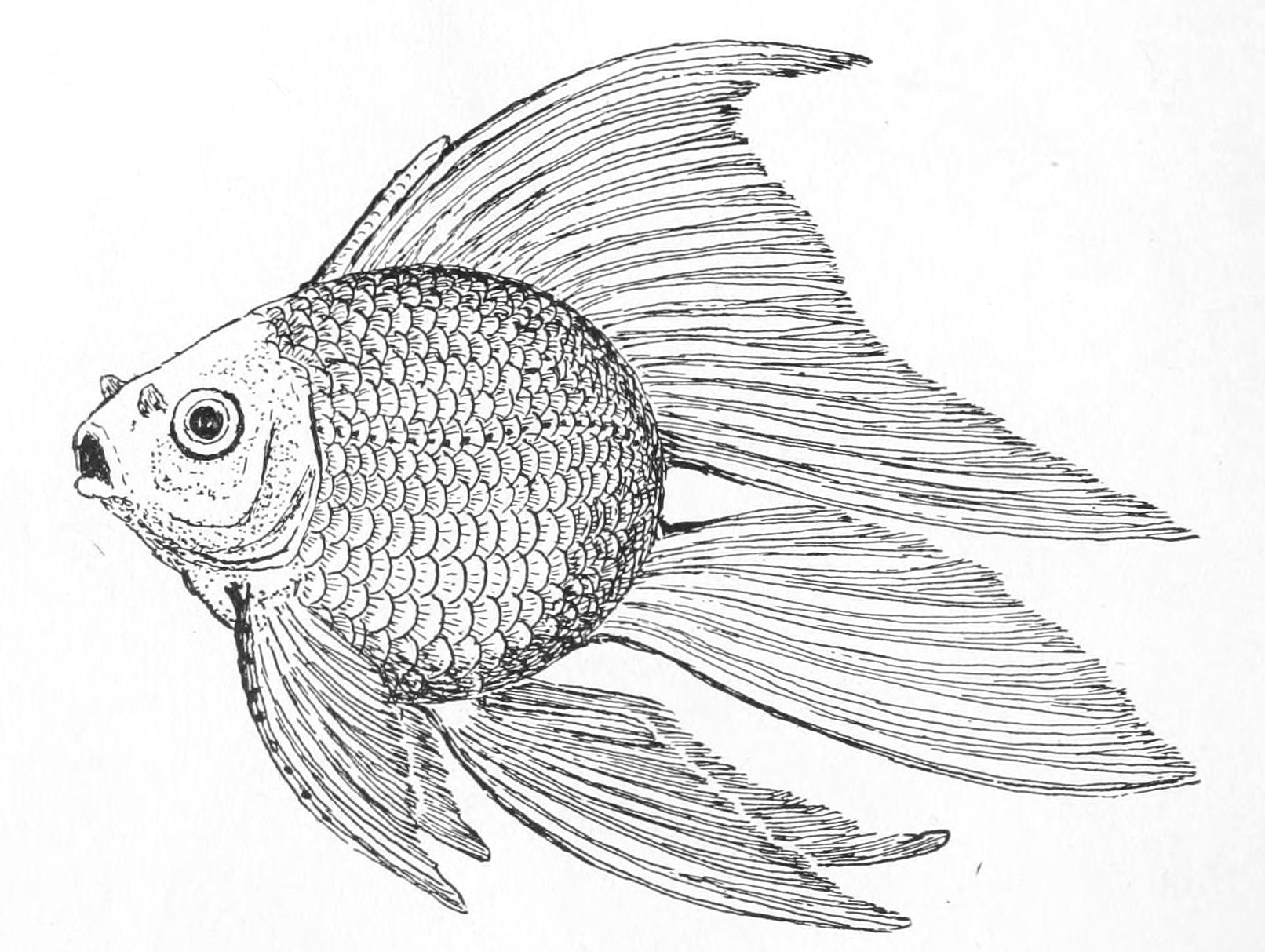
Ilustração peixinho dourado meteoro por Innes (1917)

O peixinho dourado meteoro é considerado a raça mais rara de peixinho dourado. É uma variação sem cauda que se acredita ter sido desenvolvida por criadores de peixes dourados durante o final do século XIX ou início do século XX.  O peixinho dourado meteoro não possui barbatana caudal, mas possui uma barbatana anal bem desenvolvida no lugar. As outras nadadeiras do peixinho dourado meteoro são alongadas e ele é capaz de nadar normalmente, apesar da ausência de cauda. Alguns peixinhos dourados meteoro nadam como outros peixes dourados comuns enquanto outros nadam como um foguete, sendo a segunda mais rara. Além de raro, o peixe dourado meteoro também é considerado um dos mais difíceis de reproduzir, pois pode ser muito fraco e adoece facilmente em baixas temperaturas.
Como parece não existir nenhuma fotografia da raça, a Sociedade de Aquaristas de Bristol sugeriu que o peixinho dourado meteoro pode ser simplesmente um boato ou lenda urbana.  Especula-se que esteja aparentado com o peixe-ovo.

## Ligações Externas
- Suposta foto de um peixinho dourado meteoro